# 1549
Cette page concerne l'année 1549  du calendrier julien. Pour l'année 1549 av. J.-C., voir 1549 av. J.-C.
L'année 1549 est une année commune qui commence un mardi.

## Événements
- 31 janvier, Maroc : le Saadien Mohammed ech-Cheikh s’empare de Fès[1]. Fort de son succès, il attaque Tlemcen et une garnison turque de Mostaganem[2].

- 24 mars : début du règne d'Askia Daoud, roi des Songhaïs (fin en 1582)[3]. Dernier des fils de Mohammed Touré, il refait l’unité de l’Empire songhaï et le maintient face aux attaques de ses voisins du Sud. Il agrandit son territoire en occupant une partie du Sahara jusqu’au confins du Maghreb.

- 15 août : début de la mission évangélique de François Xavier au Japon (fin en 1551)[4]. Il débarque à Kagoshima, dans l’île de Kyushu et obtient de nombreuses conversions. Les daimyôs convertis l’autorisent à construire une église de bois et de papier en plein cœur de Kyōto.

- Bataille de Danki, au Sénégal. Éclatement de l'empire du Djolof à la mort du bourba Leele Fuli Fak vaincu par Amari Ngoné Sobel Fall, le chef de la région du Cayor[5] (Cayor, Baol, Walo, Sine, Saloum).

### Amérique
- 7 janvier : Brésil : Tomé de Sousa est nommé premier gouverneur général du Brésil. Il arrive le 29 mars[6]. De 1549 à 1553 il organise un gouvernement central à partir de la nouvelle cité de Salvador da Bahia récemment fondée. Le gouverneur débarque avec un millier de soldats et de colons, pour la plupart des déportés, appuyés par une escadre de guerre forte de six bâtiments. Il entreprend une profonde réforme de l'administration et de la justice.
- 7 février : interdiction formelle de l’esclavage des Indiens dans les mines[7]. Abolition de l’encomienda au Mexique. Développement de la traite des Noirs.

.

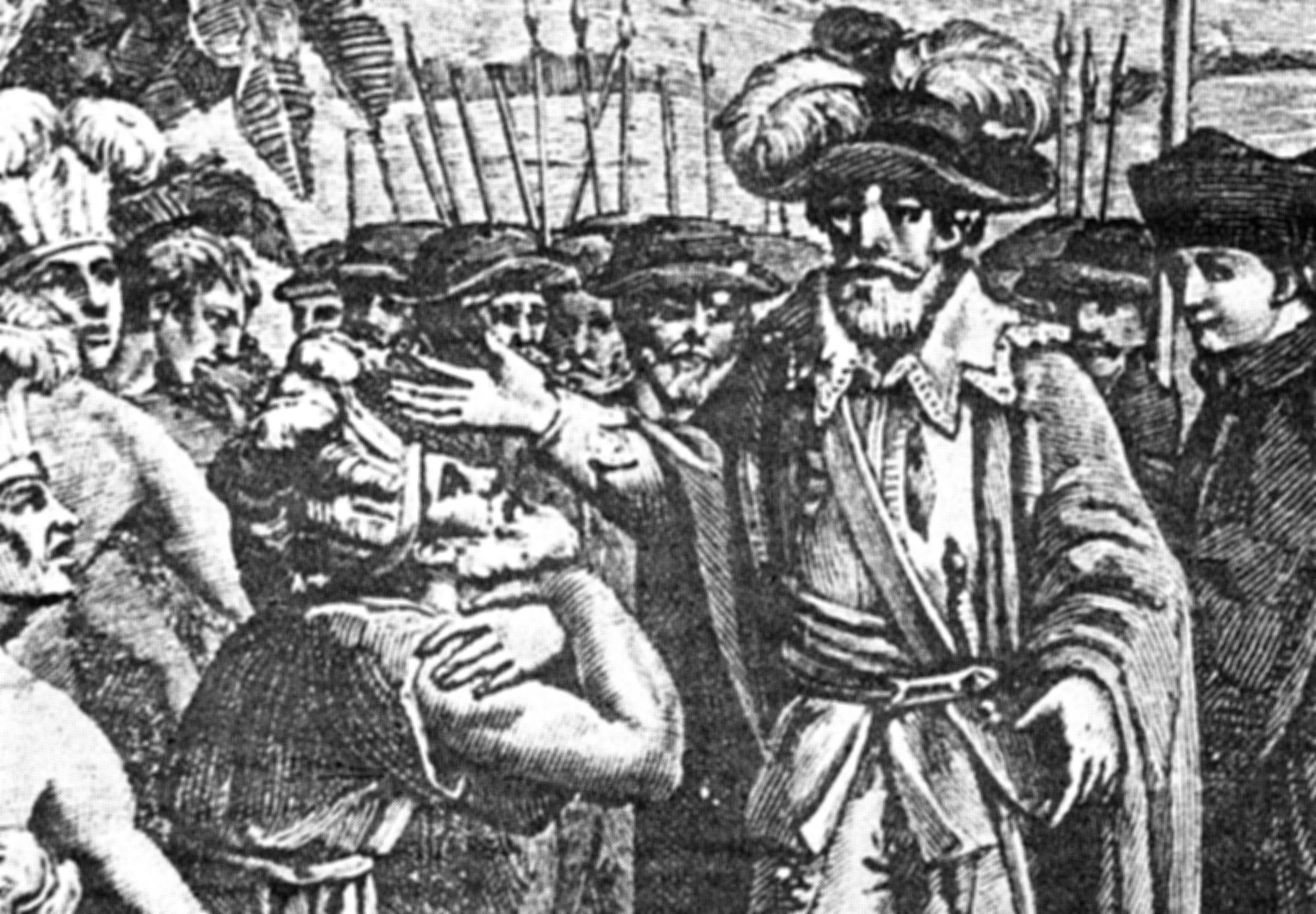
29 mars : arrivée de Tomé de Sousa au Brésil

- 29 mars : arrivée du père Manuel da Nóbrega à Bahia avec six autres jésuites[8].
- 10 avril : le capitaine Diego Palomino découvre l'emplacement de Jaén de Bracamoros où il fonde une ville[9]. Premier contact entre les Espagnols et les Aguarunas, peuple du nord du Pérou[10].
- Avril : Pedro de Valdivia est de retour au Chili[11]. Pendant son absence, La Serena a été incendiée par les Promaucas venus du sud (janvier) et Coquimbo s’est révoltée. Valdivia châtie les coupables et remet de l’ordre dans la colonie. Sa maîtresse Inès part pour l’Espagne et son épouse doña Marina de Gaète arrivent dans la colonie[12].

- 17 juillet : création de l'audiencia de Santa Fe de Bogota[13].
- 1er novembre : Inauguration de Salvador (Bahia)[14].

### Europe
- 21 janvier : acte d’uniformité (en) en Angleterre[15], qui interdit le culte des images, condamne la doctrine de la transsubstantiation, limite le nombre des sacrements (baptême et communion) et réduit le statut du clergé. Les « chantries » sont dissoutes et les vaisselles d’argent des églises sont en partie confisquées. Le Book of Common Prayer de Thomas Cranmer est adopté par le Parlement.

- 27 février : ouverture du premier Zemski sobor (« États généraux ») en Moscovie[16]. Le tsar dénonce l’administration des boyards, dont la Douma n’est plus convoquée que de façon intermittente. Elle est remplacée par un conseil de cabinet restreint, composé d’hommes de confiance. Ivan lance la réorganisation administrative (prikazy, directions unifiées pour les Finances, la Guerre et les Affaires étrangères), judiciaire (code de loi) et militaire (corps des Streltsy, 50 000 arquebusiers formant la garde de tsar) du pays. Le pouvoir des voïévodes est limité par des assemblées provinciales élues. Ils seront remplacés progressivement par des starostes, élus.

- 20 mars : exécution de Thomas Seymour[17].
- Avril : exil de Martin Bucer de Strasbourg à la suite du l’intérim d'Augsbourg. Il s’installe en Angleterre où il meurt en 1551[18].
- 20 mai-5 juin : Calvin et Bullinger concluent à Zurich le Consensus Tigurinus, publié le 1er août[19].
- 10 juin : début de la révolte du livre de la prière commune dans l’Ouest de l’Angleterre (Cornouailles, Devon) contre l’introduction d’une liturgie protestante par Édouard VI[20].

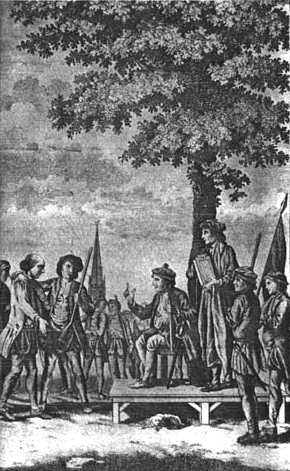
Un groupe de dissidents du Norfolk pendant la révolte de Kett, gravure de 1785.

- 6 juillet, Angleterre : révolte de Kett (Norwich) à la suite de la clôture des communaux[21].
- 11-22 juillet : les rebelles menés par Robert Kett installent leur base à Mousehold Heath[22].
- 22 juillet : les hommes de Robert Kett prennent provisoirement le contrôle de Norwich[22].
- 5-16 août : répression de la révolte de l’Ouest de l'Angleterre, réduite par les troupes gouvernementales[22] (batailles de Sampford Courtenay, Exeter et Okehampton).
- 8 août : la guerre entre la France et l'Angleterre.
- 22-30 août : triomphes de Binche, fêtes données en l'honneur du futur Philippe II, héritier des Pays-Bas[23].
- 27 août : la révolte de Kett est mise en déroute à Dussindale par John Dudley[22].
- 28 août : édit ordonnant l’expulsion des Pays-Bas de tous les nouveaux chrétiens arrivés du Portugal depuis cinq ans. Les bourgmestres d’Anvers résistent vigoureusement à cette mesure, mais leur opposition finit par être brisée. L’édit est renouvelé le 30 mai 1550 et rigoureusement appliqué[24].

- 8 septembre : Giorgio Martinuzzi négocie l’accord de Nyirbátor assurant la couronne de Hongrie aux Habsbourg, tout en conservant la Transylvanie à Jean Sigismond[25].

- 17 septembre : le pape met fin à la première partie du concile de Trente[26].
- 13 octobre, Angleterre : disgrâce d'Edward Seymour au profit de John Dudley[20].
- 4 novembre : une Pragmatique Sanction signée par les États généraux des Pays-Bas établit un droit successoral unique sur l’ensemble des Dix-Sept Provinces (Pays-Bas espagnols en 1555)[27].
- 7 décembre : Robert Kett est exécuté[22].

- Nouvel échec de la Russie contre les Tatars. Les Russes, alliés avec les Tchérémisses réussissent cependant à fonder une ville à proximité de Kazan, Sviajsk, qui coupe le khanat en deux. Les Tatars font appel aux Lituaniens pour prendre Moscou de revers[28].
- Fermeture du comptoir royal portugais d’Anvers[29].
- Cosme de Médicis rétablit l'université de Florence[30].
- Gelées d’oliviers à Vérone[31].

## Naissances en 1549
- 16 janvier : Jean Pappus, théologien luthérien allemand († 13 juillet 1610).
- 26 janvier :
  - Francesco Bassano le Jeune, peintre maniériste italien de l'école vénitienne († 4 juillet 1592).
  - Jakob Ebert, poète et théologien allemand († 5 février 1614).
- 3 février : Louis de France, deuxième fils du roi de France Henri II et de Catherine de Médicis († 24 octobre 1550).
- 4 février : Eustache Du Caurroy, compositeur français († 7 août 1609).
- 15 février : Barnim X de Poméranie, duc Poméranie et membre de la maison de Greifen († 1er septembre 1603).
- 20 février : François Marie II della Rovere, condottiere et dernier duc d'Urbino († 28 avril 1631).
- 8 mars : Antoine de Schaumbourg, évêque élu de Minden († 21 janvier 1599).
- 10 mars : François Solano, missionnaire espagnol de l'ordre des Frères mineurs († 14 juillet 1610).
- 11 mars : Hendrik Laurenszoon Spiegel, poète et prosateur néerlandais († 4 janvier 1612).
- 31 mars : Tsutsui Junkei, daimyo de la province de Yamato († 15 septembre 1584).
- 5 avril :
  - Françoise d'Orléans, princesse de Condé († 11 juin 1601).
  - Élisabeth de Suède, princesse suédoise et duchesse de Mecklembourg - Gadebusch († 20 novembre 1597).
- 24 avril : Georg Henisch, érudit allemand († 31 mai 1618).
- 1er juillet : Decio Azzolino, cardinal italien († 9 octobre 1587).
- 2 juillet : Sabine de Wurtemberg, princesse de Wurtemberg, première Landgravine de Hesse-Cassel († 17 août 1581).
- 5 juillet : Francesco Maria del Monte, cardinal, diplomate et collectionneur d'art italien († 27 août 1627).
- 30 juillet : Ferdinand Ier de Médicis, ecclésiastique et homme politique toscan († 17 février 1609).
- 2 août : Nicolas Christophe Radziwiłł, maréchal de la cour de Lituanie († 28 février 1616).
- 10 août : Catherine de Brandebourg-Küstrin,  margravine de Brandebourg-Küstrin par la naissance et électrice de Brandebourg par le mariage († 30 septembre 1602).
- 28 août : Jacques Mitte de Chevrières, seigneur du Forez († 9 mai 1606).
- 1er septembre : Cesare Aretusi, peintre portraitiste italien († 4 octobre 1612).
- 3 septembre : Jeanne de Laval, dame de Senneterre, est une maîtresse royale († 1586).
- 18 septembre : Mateu López junior, peintre espagnol († 31 mai 1584).
- 1er octobre : Anne de Saint-Barthélemy, religieuse carmélite déchaussée († 7 juin 1626).
- 17 octobre : Denys Godefroy, jurisconsulte français († 7 septembre 1622).
- 2 novembre : Anne d'Autriche, archiduchesse d'Autriche et reine d'Espagne († 26 octobre 1580).
- 5 novembre : Philippe Duplessis-Mornay, théologien réformé, écrivain et homme d'État français († 11 novembre 1623).
- 28 novembre : Charles de Chambes, comte de Montsoreau († 1621).
- 30 novembre : Henry Savile, helléniste anglais, directeur du Merton College (Oxford) et prévôt d'Eton († 19 février 1622).
- 27 décembre : João de Lucena, écrivain portugais († 2 octobre 1600).

- Date précise inconnue :
  - Atagi Nobuyasu, samouraï de l'époque Sengoku († 1578).
  - Cecilia Brusasorci, peintre italienne de l'école véronaise († 1593).
  - François Buisseret, évêque de Namur puis archevêque de Cambrai († 2 mai 1615).
  - Michel Coignet, ingénieur, cosmographe, mathématicien et fabricant d'instruments scientifiques brabançon († 24 décembre 1623).
  - Giovanni Contarini, peintre vénitien († 1605).
  - Demange Dietrich, bourgeois de Strasbourg († 1623).
  - Tommaso Garzoni, écrivain italien († 1589).
  - Nicolò Vito di Gozze, homme politique de Raguse, philosophe et écrivain de langue italienne († 1610).
  - Jacques Guillemeau, chirurgien français († 1613).
  - Antonio de Herrera y Tordesillas, historien espagnol († 28 mars 1626).
  - Jana Ueekata, aristocrate et fonctionnaire du gouvernement du royaume de Ryūkyū († 1611).
  - Luke Kirby, prêtre catholique et martyr anglais († 30 mai 1582).
  - Kutsuki Mototsuna, commandant samouraï au cours des périodes Azuchi Momoyama et Edo du Japon († 12 octobre 1632).
  - Johann Lohel, chanoine prémontré du Royaume de Bohême, archevêque de Prague († 2 novembre 1622).
  - Louis de Bussy d'Amboise, gentilhomme et épéiste réputé de la cour d'Henri III († 19 août 1579).
  - Matsudaira Shigekatsu, daimyo du début de l'époque d'Edo († 6 janvier 1620).
  - Miyoshi Yoshitsugu, samouraï de l'époque Sengoku, dernier chef du clan Miyoshi, daimyo de la province de Kawachi au Japon († 10 décembre 1573).
  - Oda Nobuharu, samouraï de l'époque Sengoku de l'histoire du Japon au service du clan Oda († 19 octobre 1570).
  - Ogawa Suketada, daimyo du Japon féodal durant les époques Azuchi-Momoyama et Edo († 1601).
  - Oniniwa Tsunamoto, samouraï de la fin de la période Sengoku et du début de l'époque d'Edo († 13 juillet 1640).
  - Pedro Salazar de Mendoza, historien espagnol († 1629).
  - John Ratcliffe, explorateur anglais († 1609).
  - Rusu Masakage, samouraï de la fin de l'époque Sengoku et du début de l'époque Azuchi-Momoyama († 28 février 1607).
  - Juan de Salcedo, conquistador espagnol († 11 mars 1576).
  - Giovanni Scali, prélat catholique de Corse génoise († 1611).
  - Francesco Soriano, compositeur italien († 1621).
  - Marie Touchet, comtesse d'Entragues, maîtresse du roi Charles IX († 28 mars 1638).
  - Johannes Wierix, graveur et peintre et miniaturiste flamand († vers 1620).
  - Jérôme Xavier, prêtre jésuite espagnol, missionnaire en Inde du Nord († 27 juin 1617).

- Vers 1549 :
  - Jean Le Bigot, historien et poète français († ?).
  - Antonio Capulongo, peintre italien de l'école napolitaine († vers 1599).
  - Thomas Stephens, prêtre et missionnaire jésuite anglais († 1619).
  - Sébastien Zamet, financier d'origine italienne († 14 juillet 1614).

- Vers 1549 - 1550 : Johannes Bach, musicien allemand († 26 décembre 1626).

- 1549 ou 1551 : Gabriel Vázquez, jésuite et théologien espagnol († 23 septembre 1604).

## Décès en 1549
- 23 janvier : Johannes Honterus, prédicateur luthérien hongrois (° 1498).

- 14 février : Giovanni Antonio Bazzi dit Le Sodoma, peintre italien (° 1477).

- 3 avril : Matsudaira Hirotada, daimyo du château d'Okazaki dans la province de Mikawa au Japon (° 9 juin 1526).

- 18 juillet : Miyoshi Masanaga, samouraï de l'époque Sengoku (° 1508).

- 14 août : Filiberto Ferrero, cardinal italien (° 1500).

- 10 novembre : le pape Paul III (Alessandro Farnese), 220e pape de l'Église catholique (° 29 février 1468).
- 13 novembre : Paul Fagius, théologien protestant et hébraïsant allemand (° 1504).
- 23 novembre : François de Brunswick-Lunebourg, membre de la maison de Brunswick (° 23 novembre 1508).

- 21 décembre : Marguerite d'Angoulême (° 11 avril 1492).
- Après le 27 décembre : Edward Bellingham, Lord Deputy d'Irlande (° 1506).